# ويليام ريغر
ويليام ريغر (بالإنجليزية: William Rieger)‏ هو سياسي أمريكي، ولد في 2 نوفمبر 1922 بفيلادلفيا في الولايات المتحدة، وتوفي في 11 ديسمبر 2009 بجامعة تمبل في الولايات المتحدة. حزبياً، نشط في الحزب الديمقراطي. وقد انتخب عضو مجلس نواب بنسيلفانيا.